# Николь д’Олива
Мари́ Нико́ль Ле́ге д’Оли́ва (фр. Marie Nicole Le Guay d’Oliva), настоящее имя — Мари Николь Леге (фр. Marie Nicole Le Guay; 1761, Париж — 1789) — французская авантюристка, фигурантка знаменитого «Дела о бриллиантовом ожерелье».

## Биография
Николь д'Олива при рождении Мари Николь Леге родилась в Париже в семье Клода Леге и его супруги Маргариты Давид. Николь рано осиротела и в юности стала заниматься проституцией. Николь также работала модисткой и называла себя «баронессой д'Олива». Мари Николь имела внешнее сходство с королевой Марией-Антуанеттой, супругой короля Людовика XVI.
В 1784 году у Николь произошла встреча с Николя Ламоттом, супругом авантюристки графини Жанны Ламотт-Валуа. Он убедил её изобразить королеву на свидании с кардиналом Луи де Роганом. В ночь на 11 августа 1784 года Николь д'Олива в образе королевы встретилась с кардиналом де Роганом в саду Версальского дворца. Во время свидания Николь передала кардиналу розу со словами «Вы знаете, что это значит». Затем по сигналу нанятого человека, который сказал «Сюда идут», Николь скрылась и покинула сад. 
Кардинал Луи де Роган от имени королевы купил ожерелье за 1 млн 600 тыс. ливров, заплатив часть денег наличными, а другую часть суммы взял под заёмные письма. Супруги Ламотт получили ожерелье через Рето де Виллета и продали часть бриллиантов за крупную сумму. Летом 1785 года мошенничество было раскрыто и соучастники аферы, включая Николь были арестованы. Супруг графини Ламотт сбежал в Англию с частью оставшихся драгоценностей. По приговору  парижского парламента, вынесенному 31 мая 1786 года, Николь Леге была оправдана за отсутствием доказательств. После освобождения Николь д'Олива ушла в один из монастырей Фонтене-су-Буа, где и скончалась в 1789 году в довольно молодом возрасте — на момент смерти ей было 27 или 28 лет.
Автор воспоминаний «Мемуары молодой леди Ле Гуэ д'Олива, несовершеннолетней девушки, эмансипированной по возрасту, обвиняемой против господина генерального прокурора».